# (73816) 1995 VJ11
(73816) 1995 VJ11 – planetoida z pasa głównego asteroid okrążająca Słońce w ciągu 3,74 lat w średniej odległości 2,41 j.a. Odkryta 15 listopada 1995 roku.